# Ar-Rajhan
Ar-Rajhan (arab. الريحان) – miejscowość w Syrii, w muhafazie Damaszek. W 2004 roku liczyła 4099 mieszkańców.